# Nizozemsko na Letních olympijských hrách 1900
Nizozemsko na Letních olympijských hrách 1900 ve francouzské Paříži reprezentovala výprava 35 mužů v 7 sportech.

## Medailisté
| Medaile | Jméno | Sport             | Disciplína                  |
| ------- | --- | ----------------- | --------------------------- |
| Stříbro | Coenraad Hiebendaal Geert Lotsij Paul Lotsij Johannes Terwogt Hermanus Brockmann                                                                    | Veslování         | Muži čtyřka s kormidelníkem |
| Bronz   | François Brandt Johannes van Dijk Roelof Klein Ruurd Leegstra Walter Middelberg Hendrik Offerhaus Walter Thijssen Henricus Tromp Hermanus Brockmann | Veslování         | osmiveslice                 |
| Bronz   | Johannes Drost | Plavání           | Muži 200 m znak             |
| Bronz   | Solko van den Bergh Antonius Bouwens Dirk Boest Gips Henrik Sillem Anthony Sweijs                                                                   | Sportovní střelba | team military pistol        |